# Bräcke (gemeente)
Bräcke is een Zweedse gemeente in Jämtland met 6.492 inwoners (2017). De gemeente behoort tot de provincie Jämtlands län.

## Plaatsen
- Bräcke (plaats)
- Gällö
- Kälarne
- Pilgrimstad
- Stavre
- Sundsjö
- Nyhem
- Fanbyn (Bräcke)
- Sörbygden
- Hunge
- Rissna
- Bensjö
- Albacken

Åre · Berg · Bräcke · Härjedalen · Krokum · Östersund · Ragunda · Strömsund